# 콜롬비아 프로야구 리그
콜롬비아 프로야구 리그(스페인어: Liga Profesional de Béisbol Colombiano, LPB)는 콜롬비아의 프로 야구 리그이다.

## 개요
1948년에 설립된 이후 1958년부터 1978년, 1989년부터 1992년까지 등 두 차례에 걸쳐 운영이 중단되었다. 2019년 현재 6개 팀이 참가하고 있으며 경기는 10월부터 2월까지 열린다. 우승팀에게는 본 리그를 위시하여 파나마 리그, 멕시코 베라크루스 윈터리그, 니카라과 프로페셔널 베이스볼 리그의 우승팀들이 출전하는 라틴아메리칸 시리즈의 참가권이 주어진다. 2020년 이후부터 우승팀은 라틴아메리카 시리즈가 아닌 캐리비안 시리즈에 참가하였으나 2025년부터는 다시 아메리카 시리즈에 참여한다. 2020-21시즌부터 코로나19 범유행으로 인하여 리그 규모가 축소된 상태로 진행되었고 참가팀도 4팀으로 축소되어 리그가 진행되었다.

## 2024-25시즌 참가 팀
| 팀명                   | 원어명                   | 연고지     | 창단연도 | 홈구장                     |
| ---------------------- | ------------------------ | ---------- | -------- | -------------------------- |
| 카이마네스 데 바랑키야 | Caimanes de Barranquilla | 바랑키야   | 1984년   | Estadio Édgar Rentería     |
| 레오네스 데 바랑키야   | Leones de Barranquilla   | 바랑키야   | 2003년   | Estadio Édgar Rentería     |
| 티그레스 데 카르타헤나 | Tigres de Cartagena      | 카르타헤나 | 1996년   | Estadio Once de Noviembre  |
| 토로스 데 신셀레호     | Toros de Sincelejo       | 신셀레호   | 2004년   | Estadio Veinte de Enero    |
| 바퀘로스 데 몬테리아   | Vaqueros de Montería     | 몬테리아   | 1984년   | Estadio Dieciocho de Junio |